# Cover Flow
Cover Flow è un'interfaccia grafica tridimensionale per la visualizzazione di ogni tipo di file. Viene utilizzata dal Finder di Mac OS X Leopard, dagli iPod nano, classic e touch, dall'iPhone, da iTunes (sia in Windows che in macOS) ed anche nella cronologia di Safari 4 e 5.

## La nascita e l'acquisto da parte di Apple Inc.
Questo metodo di visualizzazione è stato creato da Jonathan del Strother, un programmatore indipendente che ha pensato Cover Flow esclusivamente come plug-in per iTunes.
Successivamente Cover Flow fu acquistato da Apple Inc. e integrato nel proprio player digitale iTunes a partire dalla versione 7.0, presentata il 12 settembre 2006.
Il 9 gennaio 2007 Apple annunciò che anche l'iPhone avrebbe utilizzato Cover Flow come sistema per la visualizzazione della propria libreria musicale in posizione orizzontale. Qualche mese dopo, l'11 giugno 2007, Steve Jobs mostrò dal palco del WWDC un'anteprima del Finder di Mac OS X Leopard che integrava Cover Flow, utilizzato questa volta per mostrare ogni tipo di file con un'anteprima o un'icona.
Gli ultimi dispositivi che integrano Cover Flow sono stati presentati il 5 settembre 2007: si tratta dell'iPod nano, a partire dalla terza generazione, dell'iPod classic e dell'iPod touch.
L'ultimissima applicazione di Cover Flow in casa Jobs consiste nella cronologia di Safari 4, il browser della Apple, si potranno sfogliare le pagine come le copertine degli album su iTunes.